# ザ・セレクトン福島
ザ・セレクトン福島（ザ・セレクトンふくしま）は、福島県福島市太田町にあるホテルである。

## 概要
1986年、昭栄製糸福島工場跡地の再開発事業により福島ビューホテルとして開業した。2010年、セレクトホテルズグループを展開するエフ・イー・ティーシステム（本社東京都）が日本ビューホテル事業より買収。以後もビューホテルのフランチャイズ契約として営業を続けてきたが、2015年3月31日の期間満了によりフランチャイズ契約が終了、4月よりインドネシアに本部を置くPTセレクトンマネジメントインドネシアのホテルブランドであるザ・セレクトンの日本1号店としてザ・セレクトン福島に商号を変更した。
福島駅西口の正面に立地しており徒歩約1分と交通の便に優れる。地上15階、地下1階の設備を持ち、客室はシングル、ツイン、ダブル、和室、スイートなど121室を有する。市内では特にウエディングの分野で有名なホテルであり、クリスタルチャペル「ヴェリテ」を備える他、ブライダルハウスチュチュが東北で唯一となるサロンを出店している。
館内にはさらに和食、洋食、中華のレストラン、展望バーが入居している。ホテルのエレベーターや一部の客室からも福島駅や市街地の眺望に優れる。

## 特徴
隣接するイトーヨーカドーや福島グリーンパレスホテルと共に私設消防隊を備えており、火災などの際には他の2店が初期消火に当たるように互いに連携している。